# Bruno Coppi
Bruno Coppi (Gonzaga, 19 novembre 1935) è un fisico italiano naturalizzato statunitense specializzato nella fisica del plasma.

## Biografia
Dopo aver studiato Fisica presso l'Università di Pavia, dove è stato alunno del prestigioso Collegio Ghislieri, ha conseguito il dottorato nel 1959 al Politecnico di Milano e ha successivamente svolto attività di ricercatore e docente al Politecnico e all'Università degli Studi di Milano. Nel 1961 ha svolto attività di ricerca al Princeton Plasma Physics Laboratory, mentre è stato assistente professore all'Università della California, San Diego tra il 1964 e il 1967 e all'Institute for Advanced Study tra il 1967 e il 1969 ed è diventato professore al Massachusetts Institute of Technology nel 1968. Negli anni ottanta ha fatto parte del comitato scientifico della missione spaziale Voyager 2.
Il lavoro di Coppi riguarda la fisica teorica del plasma, i plasma spaziali e la fusione magnetica. Al MIT ha dato origine al programma Alcator, da cui poi si è sviluppato il programma italo-russo IGNITOR, di cui Coppi è lo sperimentatore principale.
Nel 1987 Coppi ha ricevuto il premio James Clerk Maxwell per la fisica del plasma dell'American Physical Society. È membro dell'American Academy of Arts and Sciences, dell'American Association for the Advancement of Science e dell'Accademia Nazionale Virgiliana di Scienze, Lettere ed Arti. Nel 2000 è stato insignito del titolo di grande ufficiale dell'Ordine al merito della Repubblica italiana.